# Куйович, Эмир
Эмир Куйович (черног. Емир Кујовић; род. 22 июня 1988 в Биело-Поле, Югославия) — шведский футболист, нападающий. Выступал в сборной Швеции.

## Клубная карьера
Эмир Куйович дебютировал в Суперэттане за «Ландскруну». В 2007 году перешёл в «Хальмстад», играющий уже в Аллсвэнскане, но на правах аренды на год ушёл в «Фалькенберг», в 2008 году вернулся в «Хальмстад» и дебютировал в матче с «Ефле», выйдя на замену.
В «Хальмстаде» он играл вместе со своим братом Айселем, выступавшим там в 2006—2009 годах.
В октябре 2010 года он подписал четырёхлетний контракт с турецким «Кайсериспором». 5 января 2011 он забил первый гол за «Кайсериспор». В 2013 году, также на правах аренды, сыграл 3 игры за «Элязыгспор».
9 августа 2013 года Эмир подписал на три с половиной года контракт с «Норрчёпингом», где вновь встретился с бывшим тренером «Хальмстада» Яном Андерссоном. В сезоне 2015 года стал лучшим бомбардиром.

## Карьера в сборной
Куйович дебютировал в молодёжной сборной Швеции 27 марта 2009 года в противостоянии с Бельгией. Вызван в основную сборную в 2016 году.

## Достижения
«Норрчёпинг»
- Чемпион Швеции (1): 2015